# Pieter Snayers
Pieter Snayers (ochrz. 24 listopada 1592 w Antwerpii, zm. 29 stycznia 1667 w Brukseli) – flamandzki malarz barokowy.

## Życiorys
Studiował u Sebastiana Vrancxa. W 1612 został mistrzem w antwerpskiej gildii św. Łukasza. W 1628 przeprowadził się do Brukseli i otrzymał tytuł mistrza w brukselskiej gildii św. Łukasza. Był nadwornym malarzem Izabeli Habsburg. Malował dla arystokracji flamandzkiej, włoskiej i hiszpańskiej. Kilkakrotnie współpracował z Peterem Rubensem.
Tworzył głównie sceny batalistyczne oraz pejzaże i portrety. 
Uczniami Snayersa byli m.in. Adam Frans van der Meulen,  Guilliam van Schoor i Hendrick van Spanien.

## Sceny batalistyczne Pietera Snayersa

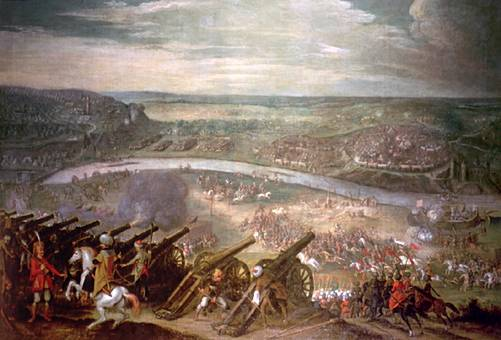
Oblężenie Wiednia przez wojska Sulejmana
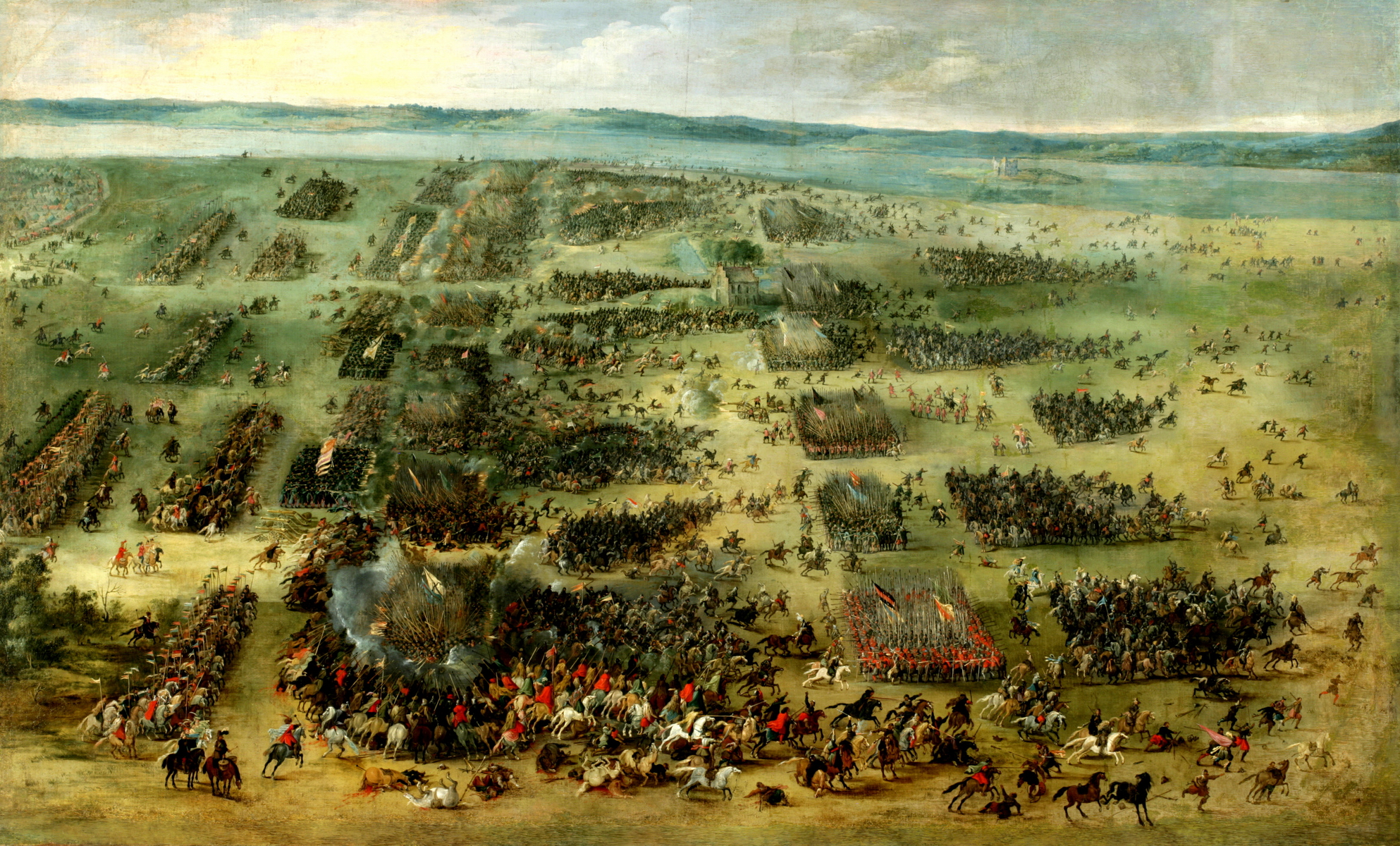
Bitwa pod Kircholmem 1605
Bitwa pod Białą Górą
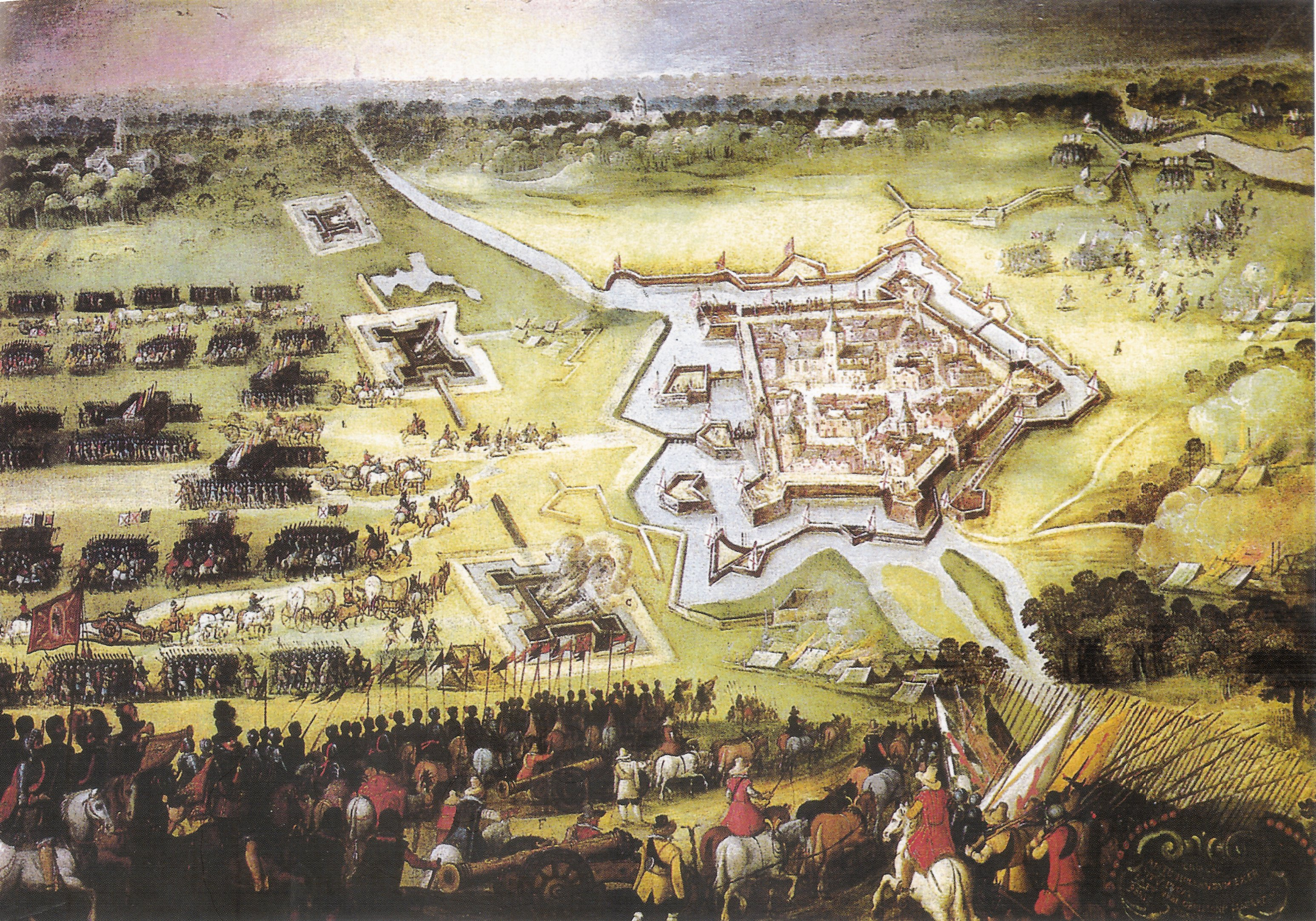
Oblężenie Groenlo